# Lavô Tá Novo
Lavô Tá Novo é o segundo álbum de estúdio da banda de rock brasileira Raimundos, foi lançado em 3 de Novembro de 1995 pela gravadora Warner Music. Na época, o disco vendeu em torno de 400 mil cópias.

## Antecedentes
Depois do sucesso com o álbum de estreia, lançado pelo selo Banguela Records, a banda entrou nos estúdios Mosh, em São Paulo para gravar o segundo disco, produzido por Mark Dearnley, produtor norte-americano que já trabalhou com bandas como Def Leppard, Black Sabbath e AC/DC. 

### Origem da capa
A concepção da capa foi feita pela banda, juntamente com Patrick Grosner e Antônio Deliperi.
Como forma de amizade com a gravadora, eles chamaram o vigia Seu Josias pra tirar fotos pela capa do disco, recebendo 500 reais pela única foto tirada.

## Recepção crítica e certificações
| Críticas profissionais | Críticas profissionais |
| Avaliações da crítica  | Avaliações da crítica  |
| Fonte                  | Avaliação              |
| ---------------------- | ---------------------- |
| Allmusic               |                        |
| link                   |                        |

O site agregador Allmusic deu 4,5 de 5, tendo sido avaliado pelo crítico Eduardo Rivadavia.
| País                                                                        | Certificação | Vendas  |
| --------------------------------------------------------------------------- | ------------ | ------- |
| Brasil (ABPD)                                                               | Platina      | 500.000 |
| Espanha                                                                     |              | 1.000   |
| ^apenas com base na certificação ‡vendas+streaming com base na certificação |              |         |

## Faixas
Todas as músicas foram compostas por Raimundos, exceto onde indicado.
| N.º            | Título                                         | Compositor(es)                                                           | Música                     | Duração |  |
| 1.             | "Tora Tora"                                    | Canisso, Rodolfo, Digão                                                  |                            | 4:16    |  |
| 2.             | "Eu Quero Ver O Oco"                           | Canisso, Rodolfo, Digão                                                  |                            | 4:12    |  |
| 3.             | "Opa! Peraí, Caceta"                           | Canisso, Rodolfo, Digão                                                  |                            | 2:31    |  |
| 4.             | "O Pão da Minha Prima"                         | Tio Jovem, Zenilton                                                      | Zenilton, Raimundos        | 2:42    |  |
| 5.             | "Pitando no Kombão"                            | Canisso, Digão, Rodolfo                                                  |                            | 1:45    |  |
| 6.             | "Bestinha"                                     | Digão, Rodolfo                                                           |                            | 2:29    |  |
| 7.             | "Esporrei na Manivela"                         | Domínio Público, Digão, Guilherme Bonolo, Paulinho Mattos, Rodolfo, Fred | Domínio Público, Raimundos | 4:09    |  |
| 8.             | "Tá Querendo Desquitar (Ela Tá Dando)"         | Guriata do Coqueiro, Zenilton                                            | Zenilton, Raimundos        | 3:08    |  |
| 9.             | "Sereia da Pedreira"                           | Rodolfo                                                                  |                            | 1:49    |  |
| 10.            | "I Saw You Saying (That You Say That You Saw)" | Rodolfo, Gabriel Thomaz                                                  |                            | 3:25    |  |
| 11.            | "Cabeça de Bode"                               | Digão, Rodolfo                                                           |                            | 1:58    |  |
| 12.            | "Herbocinética"                                | Rodolfo                                                                  |                            | 3:16    |  |
| Duração total: | Duração total:                                 | Duração total:                                                           | Duração total:             | 35:30   |  |

## Ficha técnica
Raimundos
- Rodolfo - Vocal, Guitarra Base e Triângulo
- Digão - Guitarra Solo, e Vocais
- Canisso - Baixo e Vocais
- Fred - Bateria

Músicos adicionais
- Betinho - Percussão em "Tá Querendo Desquitar (Ela Tá Dando)"
- Bruno - Percussão em "Tá Querendo Desquitar (Ela Tá Dando)"
- Gabriel Thomaz - Vocais e Violão em "I Saw You Saying (That You Say That You Saw)"[3]
- Gibi - Scratch em "Cabeça de Bode"
- Guilherme Bonolo - Vocais; Percussão em "Tá Querendo Desquitar (Ela Tá Dando)"
- Hugo Hori - Metais em "Opa! Peraí, Caceta"
- Marcelo - Metais em "Opa! Peraí, Caceta"
- Rubão - Voz da introdução em "Opa! Peraí, Caceta"
- Tiquinho - Metais em "Opa! Peraí, Caceta"
- X - rap em "Cabeça de Bode"[3]
- Zenilton - Sanfona em "Esporrei na Manivela"; Vocais em "Esporrei na Manivela" e "Tá Querendo Desquitar (Ela Tá Dando)"[3]

Produção musical
- Mark Dearnley - produtor, gravação, mixagem[3]
- Paulo Junqueiro - direção artística
- Guilherme Bonolo - assistente de produção
- Silas - assistente de gravação
- Rico - assistente de gravação
- Brian Young - assistente de mixagem
- Roberto da Paixão - roadie
- Fernando Conssentino - técnico de bateria
- José Muniz Neto - empresário
- Cristina Doria - coordenação geral
- Stephen Marcussen - masterização
- Gravado nos Estúdios Mosh, São Paulo-SP, 1995
- Gravado no Estúdio Be Bop, L.A., EUA
- Masterizado no Precision Mastering, L.A., EUA

Videoclipes
- Eu Quero Ver O Oco
- Esporrei Na Manivela
- I Saw You Saying (That You Say That You Saw)

Produção gráfica
- Raimundos - criação da capa
- Patrick Grosner - criação da capa, fotos
- Antônio Deliperi - criação da capa, arte, editoração eletrônica
- Silvia Panella - coordenação gráfica